# Canción Andaluza
Canción Andaluza è il ventottesimo ed ultimo album in studio del chitarrista e compositore spagnolo Paco de Lucía, pubblicato per l'etichetta Universal il 29 aprile 2014, circa un mese dopo la scomparsa del chitarrista, che era avvenuta il 25 febbraio dello stesso anno.

## Tracce
1. María De La O
2. Ojos Verdes
3. Romance De Valentía
4. Te He De Querer Mientras Viva
5. La Chiquita Piconera
6. Zambra Gitana
7. Quiroga Por Bulerías
8. Señorita

## Ricezione critica
L'album è stato generalmente ben accolto dalla critica specializzata, così come anche dal pubblico, tant'è che, oltre ad essere certificato disco d'oro in Spagna, è anche riuscito a raggiungere il primo posto nelle classifiche nazionali.